# Assameekg
Assameekg, pleme i aselo Algonquian Indijanaca konfederacije Wampanoag, čije se glavno istoimeno selo 1698. nalazilo, po svoj prilici, u okrugu Bristol,  blizu današnjeg Dartmoutha u Massachusettsu, osnovanog 1652. Selo Assameekg spominju Grindal Rawson i Samuel Danforth (1698: u Mass. Hist. Soc. Coll. 129-I34).  Ugovor o prodaji indijanske zemlje naseljenicima potpisali su poglavica Wamsutta i na drugu stranu John Winslow i John Cooke za koloniste. O plemenu gotovo ništa nije poznato, i vjerojatno su osnutkom 'bijelih' naselja nestali poput ostalih plemena u populaciji Wampanoaga.

## Vanjske poveznice
- Wampanoag History  Arhivirana inačica izvorne stranice od 4. srpnja 2013. (Wayback Machine)